# Massena (Iowa)
Massena és una població dels Estats Units a l'estat d'Iowa. Segons el cens del 2000 tenia 414 habitants.

## Demografia
Segons el cens del 2000, Massena tenia 414 habitants, 182 habitatges, i 113 famílies. La densitat de població era de 228,4 habitants/km².
Dels 182 habitatges en un 25,8% hi vivien nens de menys de 18 anys, en un 53,3% hi vivien parelles casades, en un 5,5% dones solteres, i en un 37,4% no eren unitats familiars. En el 34,1% dels habitatges hi vivien persones soles el 22% de les quals corresponia a persones de 65 anys o més que vivien soles. El nombre mitjà de persones vivint en cada habitatge era de 2,27 i el nombre mitjà de persones que vivien en cada família era de 2,88.
Per edats la població es repartia de la següent manera: un 23,2% tenia menys de 18 anys, un 7,5% entre 18 i 24, un 25,8% entre 25 i 44, un 22,2% de 45 a 60 i un 21,3% 65 anys o més.
L'edat mediana era de 41 anys. Per cada 100 dones de 18 o més anys hi havia 90,4 homes.
La renda mediana per habitatge era de 30.625 $ i la renda mediana per família de 43.173 $. Els homes tenien una renda mediana de 31.319 $ mentre que les dones 20.909 $. La renda per capita de la població era de 15.012 $. Entorn del 8,4% de les famílies i el 10,6% de la població estaven per davall del llindar de pobresa.

## Poblacions més properes
El següent diagrama mostra les poblacions més properes.